# Lifau (Laleia)
Lifau ist ein osttimoresischer Suco im Verwaltungsamt Laleia (Gemeinde Manatuto).

## Geographie

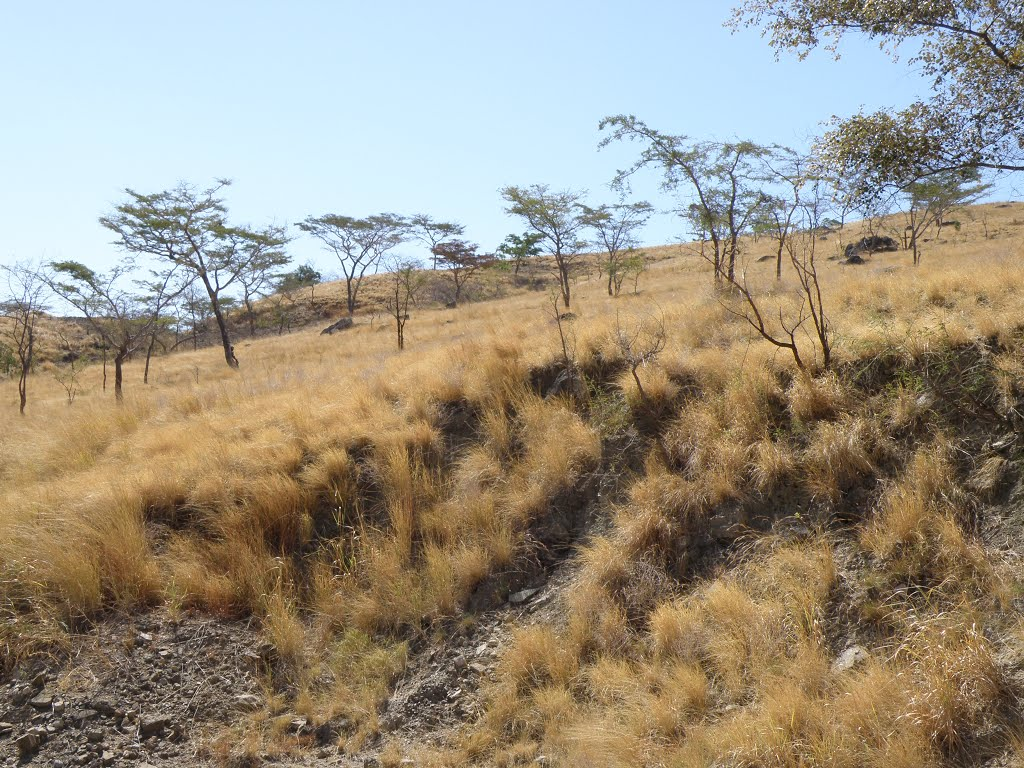
Im Nordwesten vom Suco Lifau. Trockenzeit im August.

Lifau liegt im Norden des Verwaltungsamts Laleia. Südlich befindet sich der Suco Haturalan. Westlich liegt das Verwaltungsamt Manatuto mit seinen Sucos Ma'abat und Aiteas, östlich das zur Gemeinde Baucau gehörende Verwaltungsamt Vemasse mit dem Suco Vemasse. Im Norden befindet sich die Straße von Wetar. Durch den Osten des Sucos fließt der Fluss Laleia. Der Heuc, ein Nebenfluss des Laleias folgt einem Stück der Südgrenze. Entlang der Westgrenze fließt der Dolacuain. Westlich der Mündung des Laleias befindet sich der See Wilisair. Quer durch den Suco führt die nördliche Küstenstraße, eine der wichtigsten Verkehrswege des Landes.
Lifau hat eine Fläche von 49,63 km² und teilt sich in die drei Aldeias Lenao, Uma-Clalan und Uma-Rentau.
Im Südosten von Lifau liegt nördlich des Heuc und westlich des Laleia-Flusses beiderseits der Grenze zu Haturalan das Siedlungszentrum Laleia, der Hauptort des Verwaltungsamts. Auf Seiten von Lifau liegen die zum Siedlungszentrum gehörenden Orte Lifau, Lenao und Uma-Rentau (Uma Rentau). Hier befindet sich auch die Kirche von Laleia. Nördlich davon liegt an der Küste der Ort Kampung Baru.

## Einwohner
In Lifau leben 1.026 Einwohner (2022), davon sind 507 Männer und 519 Frauen. Im Suco gibt es 216 Haushalte. Fast 94 % der Einwohner geben Galoli als ihre Muttersprache an. Fast 4 % sprechen Tetum Prasa, Minderheiten Makasae und Habun.

## Geschichte

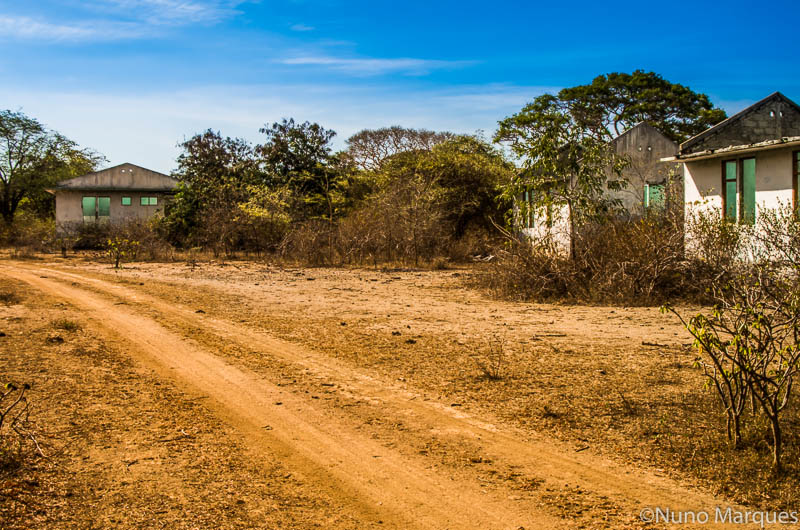
Verlassene Schule aus indonesischer Zeit (2015)

Ende 1979 befand sich in Lifau ein indonesisches Lager für Osttimoresen, die zur besseren Kontrolle von den Besatzern umgesiedelt werden sollten.

## Politik

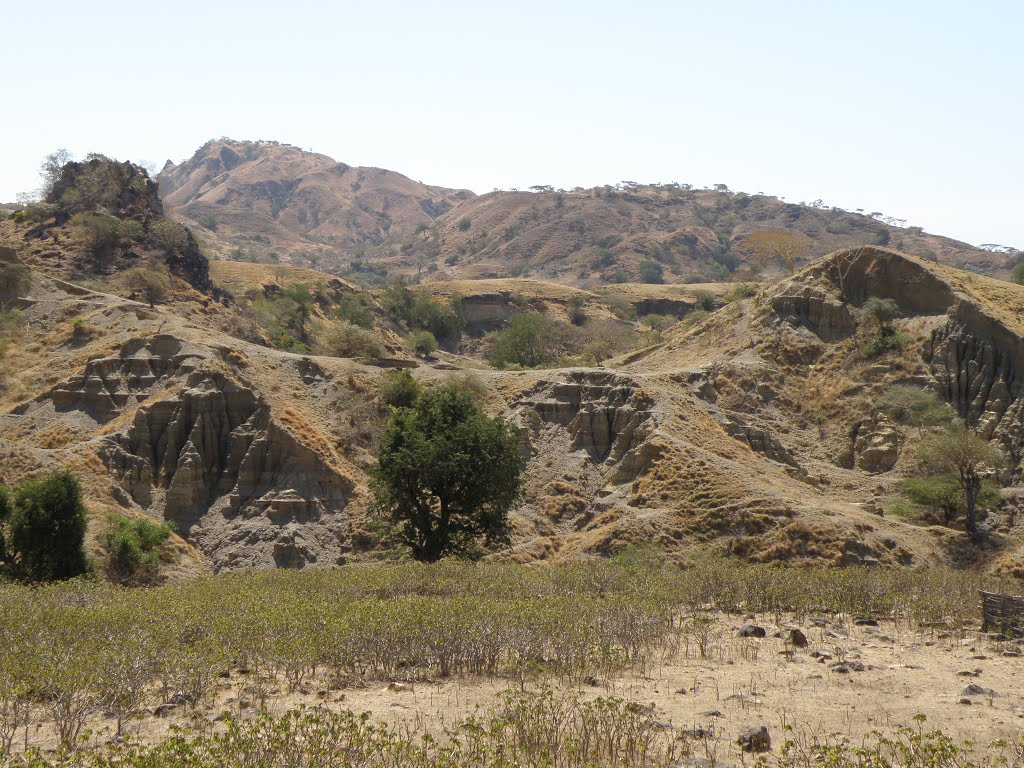
Verwitterte Lehmhügel, westlich der Stadt Laleia

Bei den Wahlen von 2004/2005 wurde Luis Guterres da Costa zum Chefe de Suco gewählt. Bei den Wahlen 2009 gewann Ciriaco da Costa und wurde 2016 in seinem Amt bestätigt.